# Skills Taylor
Antoine "Skills" Taylor, gespeeld door acteur Antwon Tanner, is een personage uit de televisieserie One Tree Hill.

## Seizoen 1 & 2
Skills Taylors rol in de eerste twee seizoenen is nog erg klein. De kijker ziet hem meestal wanneer hij Lucas Scott herinnert aan zijn oude leven en vertelt dat het hem niet bevalt waarin Lucas is veranderd. Hij krijgt ook een band met Haley James Scott, Peyton Sawyer en Nathan Scott tijdens een spel van Felix Taggaro.

## Seizoen 3
Tijdens een verkiezing van de cheerleaders wie hun fantasiejongen is, kiest Bevin Mirskey Skills. Hoewel ze een relatie krijgen, spelen ze nog wel verleidelijke spellen met elkaar om aantrekkelijk te blijven. Hij voelt zich meer vervreemd van zijn nieuwe vrienden als blijkt dat hij de enige is die van arme komaf is. Nadat Skills een van de studenten is die vast komt te zitten tijdens een gijzeling op school, gaat hij mee naar Rachel Gatina's vakantiehuis om bij te komen.

## Seizoen 4
Wanneer Lucas hem aanraadt bij coach Whitey Durham, neemt Whitey Skills aan bij de Ravens. Hoewel hij zijn eerste wedstrijd op de bank moet zitten, blijkt al gauw dat hij een aanwinst is voor het team. Niet veel later krijgt hij een beurs vanwege zijn talenten.